# Irlandia na Letnich Igrzyskach Olimpijskich 2012
Irlandię na Letnich Igrzyskach Olimpijskich 2012 reprezentowało 64 zawodników: 36 mężczyzn i 28 kobiet. Był to 20 start reprezentacji Irlandii na letnich igrzyskach olimpijskich.

## Zdobyte medale
| Medal  | Zawodnik       | Dyscyplina  | Konkurencja                          | Rezultat                                                                       |
| ------ | -------------- | ----------- | ------------------------------------ | ------------------------------------------------------------------------------ |
| Złoto  | Katie Taylor   | Boks        | waga lekka (do 60 kg) kobiet         | w finale pokonała Rosjankę Sofję Oczigawę 10:8                                 |
| Srebro | John Joe Nevin | Boks        | waga kogucia (do 56 kg) mężczyzn     | w finale przegrał z Brytyjczykiem Lukiem Campbellem 11:14                      |
| Brąz   | Paddy Barnes   | Boks        | waga papierowa (do 49 kg) mężczyzn   | w półfinale przegrał z Chińczykiem Zou Shiming                                 |
| Brąz   | Michael Conlan | Boks        | waga musza (do 52 kg) mężczyzn       | w półfinale przegrał z Kubańczykiem Robeisy Ramírezem 10:20                    |
| Brąz   | Cian O’Connor  | Jeździectwo | skoki przez przeszkody indywidualnie | 1 pkt + 4 pkt (w dogrywce o srebrny medal przegrał z Holendrem Gerco Schroder) |

## Skład kadry

### Badminton
Mężczyźni
| Zawodnik    | Konkurencja    | Faza grupowa      | Faza grupowa      | Faza grupowa      | Faza grupowa | Eliminacje        | Ćwierćfinał       | Półfinał          | Finał             | Finał   |
| Zawodnik    | Konkurencja    | Przeciwnik Punkty | Przeciwnik Punkty | Przeciwnik Punkty | Miejsce      | Przeciwnik Punkty | Przeciwnik Punkty | Przeciwnik Punkty | Przeciwnik Punkty | Miejsce |
| ----------- | -------------- | ----------------- | ----------------- | ----------------- | ------------ | ----------------- | ----------------- | ----------------- | ----------------- | ------- |
| Scott Evans | gra pojedyncza | Lin Dan 0-2       |                   |                   | 2.           | → Nie awansował   | → Nie awansował   | → Nie awansował   | → Nie awansował   | 17.     |

Kobiety
| Zawodniczka | Konkurencja    | Faza grupowa         | Faza grupowa         | Faza grupowa         | Faza grupowa | Eliminacje           | Ćwierćfinał          | Półfinał             | Finał                | Finał   |
| Zawodniczka | Konkurencja    | Przeciwniczka Punkty | Przeciwniczka Punkty | Przeciwniczka Punkty | Miejsce      | Przeciwniczka Punkty | Przeciwniczka Punkty | Przeciwniczka Punkty | Przeciwniczka Punkty | Miejsce |
| ----------- | -------------- | -------------------- | -------------------- | -------------------- | ------------ | -------------------- | -------------------- | -------------------- | -------------------- | ------- |
| Chloe Magee | gra pojedyncza | Hadia Hosny 2-0      | Pi Hongyan 1-2       |                      | 2.           | → Nie awansowała     | → Nie awansowała     | → Nie awansowała     | → Nie awansowała     | 17.     |

### Boks
Mężczyźni
| Zawodnik       | Konkurencja | 1/16                | 1/8                    | Ćwierćfinał           | Półfinał              | Finał               | Finał   |
| Zawodnik       | Konkurencja | Przeciwnik Wynik    | Przeciwnik Wynik       | Przeciwnik Wynik      | Przeciwnik Wynik      | Przeciwnik Wynik    | Miejsce |
| -------------- | ----------- | ------------------- | ---------------------- | --------------------- | --------------------- | ------------------- | ------- |
| Paddy Barnes   | 49 kg       |                     | Thomas Essomba 15-10   | Devendro Singh 23-18  | Zou Shiming 15-15+    | → Nie awansował     | brąz    |
| Michael Conlan | 52 kg       |                     | Duke Micah 19-8        | Nordine Oubaali 22-18 | Robeisy Ramírez 10-20 | → Nie awansował     | brąz    |
| John Joe Nevin | 56 kg       | Dennis Ceylan 21-6  | Kanat Äbutälypow 15-10 | Óscar Valdez 19-13    | Lázaro Álvarez 19-14  | Luke Campbell 11-14 | srebro  |
| Adam Nolan     | 69 kg       | Carlos Sánchez 14-8 | Andriej Zamkowoj 9-18  | → Nie awansował       | → Nie awansował       | → Nie awansował     | 9.      |
| Darren O’Neill | 75 kg       | Muiden Akanji 15-6  | Stefan Hartel 19-12    | → Nie awansował       | → Nie awansował       | → Nie awansował     | 9.      |

Kobiety
| Zawodnik     | Konkurencja | 1/8              | Ćwierćfinał         | Półfinał               | Finał               | Finał   |
| Zawodnik     | Konkurencja | Przeciwnik Wynik | Przeciwnik Wynik    | Przeciwnik Wynik       | Przeciwnik Wynik    | Miejsce |
| ------------ | ----------- | ---------------- | ------------------- | ---------------------- | ------------------- | ------- |
| Katie Taylor | 60 kg       |                  | Natasha Jonas 26-15 | Mawzuna Czorijewa 17-9 | Sofja Oczigawa 10-8 | złoto   |

### Gimnastyka
Mężczyźni
| Zawodnik     | Konkurencje            | Konkurencje            | Konkurencje     | Konkurencje     | Konkurencje                 | Konkurencje                 | Konkurencje          | Konkurencje          | Konkurencje            | Konkurencje            | Konkurencje         | Konkurencje         | Konkurencje | Konkurencje | Konkurencje        | Konkurencje        |
| Zawodnik     | Wielobój indywidualnie | Wielobój indywidualnie | Ćwiczenia wolne | Ćwiczenia wolne | Ćwiczenia na koniu z łękami | Ćwiczenia na koniu z łękami | Ćwiczenia na kółkach | Ćwiczenia na kółkach | Ćwiczenia na poręczach | Ćwiczenia na poręczach | Ćwiczenia na drążku | Ćwiczenia na drążku | Skoki       | Skoki       | Wielobój drużynowy | Wielobój drużynowy |
| Zawodnik     | Wynik                  | Pozycja                | Wynik           | Pozycja         | Wynik                       | Pozycja                     | Wynik                | Pozycja              | Wynik                  | Pozycja                | Wynik               | Pozycja             | Wynik       | Pozycja     | Wynik              | Pozycja            |
| ------------ | ---------------------- | ---------------------- | --------------- | --------------- | --------------------------- | --------------------------- | -------------------- | -------------------- | ---------------------- | ---------------------- | ------------------- | ------------------- | ----------- | ----------- | ------------------ | ------------------ |
| Kieran Behan |                        |                        | 13,966          | 53.             |                             |                             |                      |                      |                        |                        |                     |                     |             |             |                    |                    |

### Judo
Kobiety
| Zawodniczka  | Konkurencja | 1/16                | 1/8                  | Ćwierćfinał         | Półfinał            | Pierwsza runda repasaży | Półfinał repasaży   | Finał               | Finał   |
| Zawodniczka  | Konkurencja | Przeciwniczka Wynik | Przeciwniczka Wynik  | Przeciwniczka Wynik | Przeciwniczka Wynik | Przeciwniczka Wynik     | Przeciwniczka Wynik | Przeciwniczka Wynik | Pozycja |
| ------------ | ----------- | ------------------- | -------------------- | ------------------- | ------------------- | ----------------------- | ------------------- | ------------------- | ------- |
| Lisa Kearney | – 48 kg     |                     | Wu Shugen 0012- 1011 | → Nie awansowała    | → Nie awansowała    | → Nie awansowała        | → Nie awansowała    | → Nie awansowała    | 9.      |

### Jeździectwo
| Zawodnik               | Konkurencja              | Grand Prix | Grand Prix | Grand Prix Special | Grand Prix Special | Finał            | Finał |
| Zawodnik               | Konkurencja              | Wynik      | Poz.       | Wynik              | Poz.               | Wynik            | Poz.  |
| ---------------------- | ------------------------ | ---------- | ---------- | ------------------ | ------------------ | ---------------- | ----- |
| Anna Merveldt-Steffens | Ujeżdżenie indywidualnie | 69,772     | 33.        | → Nie awansowała   | → Nie awansowała   | → Nie awansowała | 33.   |

| Zawodnik      | Konkurencja         | Runda 1 | Runda 1 | Runda 2 | Runda 2 | Runda 2 | Runda 3         | Runda 3         | Runda 3         | Finał           | Finał           | Finał           | Finał           | Finał           | Finał |
| Zawodnik      | Konkurencja         | Runda 1 | Runda 1 | Runda 2 | Runda 2 | Runda 2 | Runda 3         | Runda 3         | Runda 3         | Runda A         | Runda A         | Runda B         | Runda B         | Razem           | Razem |
| Zawodnik      | Konkurencja         | Błędy   | Poz.    | Błędy   | Razem   | Poz.    | Błędy           | Razem           | Poz.            | Błędy           | Poz.            | Błędy           | Poz.            | Błędy           | Poz.  |
| ------------- | ------------------- | ------- | ------- | ------- | ------- | ------- | --------------- | --------------- | --------------- | --------------- | --------------- | --------------- | --------------- | --------------- | ----- |
| Cian O’Connor | Skoki indywidualnie | 0       | 1.      | 8       | 8       | 31.     | 12              | 20              | 38.             | 0               | 1.              | 1               | 2.              | 1 + 4*          | brąz  |
| Billy Twomey  | Skoki indywidualnie | 4       | 42.     | 8       | 12      | 56.     | → Nie awansował | → Nie awansował | → Nie awansował | → Nie awansował | → Nie awansował | → Nie awansował | → Nie awansował | → Nie awansował | 56.   |

* – 4 punkty karne w dogrywce o srebrny medal
| Zawodnik                                                        | Konkurencja        | Ujeżdżenie | Cross country | Skoki (runda kwalifikacyjna) | Razem         | Skoki (runda finałowa) | Finał         | Pozycja |
| --------------------------------------------------------------- | ------------------ | ---------- | ------------- | ---------------------------- | ------------- | ---------------------- | ------------- | ------- |
| Aoife Clark                                                     | WKKW indywidualnie | 48,90      | 3,60          | 0,00                         | 52,50         | 0.00                   | 52,50         | 7.      |
| Joseph Murphy                                                   | WKKW indywidualnie | 55,60      | 4,80          | 0,00                         | 60,40         | 0,00                   | 60,40         | 14.     |
| Mark Kyle                                                       | WKKW indywidualnie | 58,70      | 7,20          | 6,00                         | 71,90         | 4,00                   | 75,90         | 21.     |
| Michael Ryan                                                    | WKKW indywidualnie | 60,20      | Wyeliminowany | Wyeliminowany                | Wyeliminowany | Wyeliminowany          | Wyeliminowany | DNF     |
| Camilla Speirs                                                  | WKKW indywidualnie | 47,60      | Wyeliminowana | Wyeliminowana                | Wyeliminowana | Wyeliminowana          | Wyeliminowana | DNF     |
| Michael Ryan Camilla Speirs Mark Kyle Joseph Murphy Aoife Clark | WKKW drużynowo     | 152,10     | 26,70         | 6,00                         |               |                        | 184,80        | 5.      |

### Kajakarstwo
Mężczyźni
| Zawodnik          | Konkurencja | Eliminacje | Eliminacje | Półfinały | Półfinały | Finał A/B | Finał A/B | Pozycja |
| Zawodnik          | Konkurencja | Czas       | Pozycja    | Czas      | Pozycja   | Czas      | Pozycja   | Pozycja |
| ----------------- | ----------- | ---------- | ---------- | --------- | --------- | --------- | --------- | ------- |
| Andrzej Jezierski | C-1 200m    | 41,404     | 2.         | 42,012    | 4.        | 44,041    | 1.(B)     | 9.      |

### Kajakarstwo górskie
Mężczyźni
| Zawodnik       | Konkurencja | Eliminacje | Eliminacje | Eliminacje | Eliminacje | Eliminacje | Eliminacje | Półfinały | Półfinały | Finał           | Finał           | Pozycja |
| Zawodnik       | Konkurencja | P 1        | M.         | P 2        | M.         | Razem      | M.         | Czas      | Miejsce   | Czas            | Miejsce         | Pozycja |
| -------------- | ----------- | ---------- | ---------- | ---------- | ---------- | ---------- | ---------- | --------- | --------- | --------------- | --------------- | ------- |
| Eoin Rheinisch | K-1         | 89,97      | 6.         | 90,72      | 11.        | 89,97      | 12.        | 153,98    | 14.       | → Nie awansował | → Nie awansował | 14.     |

Kobiety
| Zawodnik     | Konkurencja | Eliminacje | Eliminacje | Eliminacje | Eliminacje | Eliminacje | Eliminacje | Półfinały | Półfinały | Finał  | Finał   | Pozycja |
| Zawodnik     | Konkurencja | P 1        | M.         | P 2        | M.         | Razem      | M.         | Czas      | Miejsce   | Czas   | Miejsce | Pozycja |
| ------------ | ----------- | ---------- | ---------- | ---------- | ---------- | ---------- | ---------- | --------- | --------- | ------ | ------- | ------- |
| Hannah Craig | K-1         | 117,07     | 14.        | 108,99     | 11.        | 108,99     | 14.        | 116,12    | 10.       | 127,36 | 9.      | 9.      |

### Kolarstwo

#### Kolarstwo szosowe
| Zawodnik      | Konkurencja                    | Czas     | Pozycja |
| ------------- | ------------------------------ | -------- | ------- |
| David McCann  | jazda indywidualna na czas (m) | 56:03,77 | 27.     |
| David McCann  | wyścig ze startu wspólnego (m) | 5:46:37  | 55.     |
| Nicolas Roche | wyścig ze startu wspólnego (m) | 5:46:37  | 89.     |
| Daniel Martin | wyścig ze startu wspólnego (m) | 5:46:37  | 90.     |

#### Kolarstwo torowe
Omnium
| Zawodnik      | Konkurencja | Okrążenie start lotny | Okrążenie start lotny | Wyścig punktowy | Wyścig punktowy | Wyścig eliminacyjny | Wyścig na dochodzenie | Wyścig na dochodzenie | Scratch | Wyścig na 500 m | Wyścig na 500 m | Suma punktów | Pozycja |
| Zawodnik      | Konkurencja | Czas                  | M.                    | Punkty          | M.              | Miejsce             | Wynik                 | M.                    | M.      | Czas            | M.              | Suma punktów | Pozycja |
| ------------- | ----------- | --------------------- | --------------------- | --------------- | --------------- | ------------------- | --------------------- | --------------------- | ------- | --------------- | --------------- | ------------ | ------- |
| Martyn Irvine | mężczyźni   | 13,504                | 9.                    | 47              | 6.              | 15.                 | 4:32,948              | 14.                   | 9.      | 1:04,558        | 11.             | 64           | 13.     |

### Lekkoatletyka
Mężczyźni
Konkurencje biegowe
| Zawodnik           | Konkurencja | Eliminacje | Eliminacje | Ćwierćfinał | Ćwierćfinał | Półfinał        | Półfinał        | Finał           | Finał           |
| Zawodnik           | Konkurencja | Wynik      | Miejsce    | Wynik       | Miejsce     | Wynik           | Miejsce         | Wynik           | Miejsce         |
| ------------------ | ----------- | ---------- | ---------- | ----------- | ----------- | --------------- | --------------- | --------------- | --------------- |
| Paul Hession       | 200 m       | 20,69      | 5.         |             |             | → Nie awansował | → Nie awansował | → Nie awansował | → Nie awansował |
| Ciarán O’Lionáird  | 1500 m      | 3:48,35    | 13.        |             |             | → Nie awansował | → Nie awansował | → Nie awansował | → Nie awansował |
| Alistair Ian Cragg | 5000 m      | 13:47,01   | 17.        |             |             |                 |                 | → Nie awansował | → Nie awansował |
| Mark Kenneally     | maraton     |            |            |             |             |                 |                 | 2:21:13         | 57.             |
| Robert Heffernan   | chód 20 km  |            |            |             |             |                 |                 | 1:20:18         | 9.              |
| Robert Heffernan   | chód 50 km  |            |            |             |             |                 |                 | 3:37:54         | 4.              |
| Brendan Boyce      | chód 50 km  |            |            |             |             |                 |                 | 3:55:01         | 29.             |
| Colin Griffin      | chód 50 km  |            |            |             |             |                 |                 | DSQ             | DSQ             |

Kobiety
Konkurencje biegowe
| Zawodnik                                                   | Konkurencja           | Eliminacje | Eliminacje | Ćwierćfinał | Ćwierćfinał | Półfinał | Półfinał | Finał            | Finał            |
| Zawodnik                                                   | Konkurencja           | Wynik      | Miejsce    | Wynik       | Miejsce     | Wynik    | Miejsce  | Wynik            | Miejsce          |
| ---------------------------------------------------------- | --------------------- | ---------- | ---------- | ----------- | ----------- | -------- | -------- | ---------------- | ---------------- |
| Joanne Cuddihy                                             | 400 m                 | 52,09      | 4.         |             |             | 51,88    | 5.       | → Nie awansowała | → Nie awansowała |
| Fionnuala Britton                                          | 5000 m                | 15:12,97   | 10.        |             |             |          |          | → Nie awansowała | → Nie awansowała |
| Fionnuala Britton                                          | 10 000 m              |            |            |             |             |          |          | 31:46.71         | 15.              |
| Linda Byrne                                                | maraton               |            |            |             |             |          |          | 2:37:13          | 66.              |
| Ava Hutchinson                                             | maraton               |            |            |             |             |          |          | 2:37:17          | 68.              |
| Caitriona Jennings                                         | maraton               |            |            |             |             |          |          | 3:22:11          | 107.             |
| Derval O’Rourke                                            | 100 m przez płotki    | 12,91      | 4.         |             |             | 12,91    | 5.       | → Nie awansowała | → Nie awansowała |
| Stephanie Reilly                                           | 3000 m z przeszkodami | 9:44,77    | 9.         |             |             |          |          | → Nie awansowała | → Nie awansowała |
| Marian Heffernan Joanne Cuddihy Jessie Barr Michelle Carey | sztafeta 4 × 400 m    | 3:50,55    | 5.         |             |             |          |          | → Nie awansowały | → Nie awansowały |
| Olive Loughnane                                            | chód 20 km            |            |            |             |             |          |          | 1:29:36          | 13.              |

Konkurencje techniczne
| Zawodniczka   | Konkurencja   | Kwalifikacje | Kwalifikacje | Finał            | Finał            |
| Zawodniczka   | Konkurencja   | Wynik        | Miejsce      | Wynik            | Miejsce          |
| ------------- | ------------- | ------------ | ------------ | ---------------- | ---------------- |
| Deirdre Ryan  | skok wzwyż    | 1,85         | 27.          | → Nie awansowała | → Nie awansowała |
| Victoria Pena | skok o tyczce | NM           | NM           | → Nie awansowała | → Nie awansowała |

### Pięciobój nowoczesny
| Zawodnik                | Konkurencja | Szermierka | Szermierka | Szermierka | Pływanie | Pływanie | Pływanie | Jazda konna | Jazda konna | Jazda konna | Kombinacja: strzelanie/bieg przełajowy | Kombinacja: strzelanie/bieg przełajowy | Kombinacja: strzelanie/bieg przełajowy | Suma punktów | Pozycja |
| Zawodnik                | Konkurencja | Wynik      | M.         | Punkty     | Czas     | M.       | Punkty   | Kary        | M.          | Punkty      | Czas                                   | M.                                     | Punkty                                 | Suma punktów | Pozycja |
| ----------------------- | ----------- | ---------- | ---------- | ---------- | -------- | -------- | -------- | ----------- | ----------- | ----------- | -------------------------------------- | -------------------------------------- | -------------------------------------- | ------------ | ------- |
| Arthur Lanigan O’Keeffe | mężczyźni   | 14-21      | 29.        | 736        | 2:02,44  | 9.       | 1332     | 80          | 20.         | 1120        | 11:08,29                               | 26.                                    | 2328                                   | 5516         | 25.     |
| Natalya Coyle           | kobiety     | 19-16      | 11.        | 856        | 2:19,17  | 20.      | 1132     | 40          | 5.          | 1160        | 12:12,45                               | 13.                                    | 2072                                   | 5220         | 9.      |

### Pływanie
Mężczyźni
| Zawodnik     | Konkurencja     | Eliminacje | Eliminacje | Półfinał        | Półfinał        | Finał           | Finał           |
| Zawodnik     | Konkurencja     | Czas       | Miejsce    | Czas            | Miejsce         | Czas            | Miejsce         |
| ------------ | --------------- | ---------- | ---------- | --------------- | --------------- | --------------- | --------------- |
| Barry Murphy | 50m dowolnym    | 22,76      | 29.        | → Nie awansował | → Nie awansował | → Nie awansował | → Nie awansował |
| Barry Murphy | 100m klasycznym | 1:01,57    | 29.        | → Nie awansował | → Nie awansował | → Nie awansował | → Nie awansował |

Kobiety
| Zawodniczka      | Konkurencja      | Eliminacje | Eliminacje | Półfinał         | Półfinał         | Finał            | Finał            |
| Zawodniczka      | Konkurencja      | Czas       | Miejsce    | Czas             | Miejsce          | Czas             | Miejsce          |
| ---------------- | ---------------- | ---------- | ---------- | ---------------- | ---------------- | ---------------- | ---------------- |
| Gráinne Murphy   | 400m dowolnym    | 4:19,07    | 31.        |                  |                  | → Nie awansowała | → Nie awansowała |
| Melanie Nocher   | 100m grzbietowym | 1:02,44    | 33.        | → Nie awansowała | → Nie awansowała | → Nie awansowała | → Nie awansowała |
| Melanie Nocher   | 200m grzbietowym | 2:16,29    | 34.        | → Nie awansowała | → Nie awansowała | → Nie awansowała | → Nie awansowała |
| Sycerika McMahon | 100m klasycznym  | 1:08,80    | 26.        | → Nie awansowała | → Nie awansowała | → Nie awansowała | → Nie awansowała |
| Sycerika McMahon | 200m zmiennym    | 2:14,76    | 22.        | → Nie awansowała | → Nie awansowała | → Nie awansowała | → Nie awansowała |

### Strzelectwo
Mężczyźni
| Zawodnik      | Konkurencja | Kwalifikacje | Kwalifikacje | Finał           | Finał           |
| Zawodnik      | Konkurencja | Wynik        | Pozycja      | Wynik           | Pozycja         |
| ------------- | ----------- | ------------ | ------------ | --------------- | --------------- |
| Derek Burnett | trap        | 116          | 27.          | → Nie awansował | → Nie awansował |

### Triathlon
| Zawodnik        | Konkurencja | Pływanie (1,5 km) | Zmiana 1 | Jazda na rowerze (40 km) | Zmiana 2 | Bieg (10 km) | Czas    | Pozycja |
| --------------- | ----------- | ----------------- | -------- | ------------------------ | -------- | ------------ | ------- | ------- |
| Gavin Noble     | mężczyźni   | 17:24             | 0:37     | 58:50                    | 0:30     | 32:26        | 1:49:47 | 23.     |
| Aileen Morrison | kobiety     | 19:36             | 0:41     | 1:10:59                  | 0:36     | 36:24        | 2:08:16 | 43.     |

### Wioślarstwo
Kobiety
| Zawodnik       | Konkurencja | Eliminacje | Eliminacje | Repesaż | Repesaż | Ćwierćfinały | Ćwierćfinały | Półfinały C/D | Półfinały C/D | Półfinały A/B | Półfinały A/B | Finał C/D  | Finał C/D | Finał A/B | Finał A/B | Miejsce |
| Zawodnik       | Konkurencja | Czas       | M.         | Czas    | M.      | Czas         | M.           | Czas          | M.            | Czas          | M.            | Czas       | M.        | Czas      | M.        | Miejsce |
| -------------- | ----------- | ---------- | ---------- | ------- | ------- | ------------ | ------------ | ------------- | ------------- | ------------- | ------------- | ---------- | --------- | --------- | --------- | ------- |
| Sanita Puspure | W1x         | 7:49,35    | 3.         |         |         | 7:44,19      | 4.           | 7:51,69(C)    | 1.            |               |               | 7:59,77(C) | 1.        |           |           | 13.     |

### Żeglarstwo
Kobiety
| Zawodnik        | Konkurencja  | Wyścig | Wyścig | Wyścig | Wyścig | Wyścig | Wyścig | Wyścig | Wyścig | Wyścig | Wyścig | Wyścig | Punkty | Finałowa pozycja |
| Zawodnik        | Konkurencja  | 1      | 2      | 3      | 4      | 5      | 6      | 7      | 8      | 9      | 10     | M*     | Punkty | Finałowa pozycja |
| --------------- | ------------ | ------ | ------ | ------ | ------ | ------ | ------ | ------ | ------ | ------ | ------ | ------ | ------ | ---------------- |
| Annalise Murphy | Laser Radial | 1      | 1      | 1      | 1      | 8      | 19     | 2      | 10     | 3      | 7      | 10     | 44     | 4.               |

Mężczyźni
| Zawodnik                   | Konkurencja | Wyścig | Wyścig | Wyścig | Wyścig | Wyścig | Wyścig | Wyścig | Wyścig | Wyścig | Wyścig | Wyścig | Punkty | Finałowa pozycja |
| Zawodnik                   | Konkurencja | 1      | 2      | 3      | 4      | 5      | 6      | 7      | 8      | 9      | 10     | M*     | Punkty | Finałowa pozycja |
| -------------------------- | ----------- | ------ | ------ | ------ | ------ | ------ | ------ | ------ | ------ | ------ | ------ | ------ | ------ | ---------------- |
| James Espey                | Laser       | 38     | 44     | 39     | 36     | 46     | 42     | 27     | 27     | 25     | 35     |        | 313    | 36.              |
| Pete O’Leary David Burrows | Star        | 2      | 6      | 14     | 5      | 11     | 12     | 17     | 7      | 11     | 7      | 20     | 95     | 10.              |
| Ger Owens Scott Flanigan   | 470         | 16     | 25     | 24     | 25     | 15     | 22     | 25     | 27     | 16     | 5      |        | 173    | 23.              |

Open
| Zawodnik                  | Konkurencja | Wyścig | Wyścig | Wyścig | Wyścig | Wyścig | Wyścig | Wyścig | Wyścig | Wyścig | Wyścig | Wyścig | Wyścig | Wyścig | Wyścig | Wyścig | Wyścig | Punkty | Finałowa pozycja |
| Zawodnik                  | Konkurencja | 1      | 2      | 3      | 4      | 5      | 6      | 7      | 8      | 9      | 10     | 11     | 12     | 13     | 14     | 15     | M*     | Punkty | Finałowa pozycja |
| ------------------------- | ----------- | ------ | ------ | ------ | ------ | ------ | ------ | ------ | ------ | ------ | ------ | ------ | ------ | ------ | ------ | ------ | ------ | ------ | ---------------- |
| Ryan Seaton Matt McGovern | 49er        | 4      | 8      | 15     | 2      | 12     | 19     | 11     | 9      | 14     | 7      | 15     | 7      | 13     | 16     | 16     |        | 149    | 14.              |

M = Wyścig medalowy